# روشان سيث
روشان سيث (بالإنجليزية: Roshan Seth)‏ (و. 1942 – م) هو ممثل، وممثل مسرحي، وممثل أفلام من الهند. ولد في باتنا.

## التعليم
تعلم في The Doon School ‏، وجامعة دلهي، وأكاديمية لندن للموسيقى والفنون المسرحية.

## وصلات خارجية
- روشان سيث على موقع IMDb (الإنجليزية)
- روشان سيث على موقع ألو سيني (الفرنسية)
- روشان سيث على موقع أول موفي (الإنجليزية)
- روشان سيث على موقع قاعدة بيانات برودواي على الإنترنت (الإنجليزية)
- روشان سيث على موقع قاعدة بيانات الأفلام السويدية (السويدية)
- روشان سيث على موقع ديسكوغز (الإنجليزية)
- روشان سيث على موقع قاعدة بيانات الفيلم (الإنجليزية)
- روشان سيث على موقع كينوبويسك (الروسية)

روشان سيث في قاعدة بيانات الأفلام على الإنترنت